# Et cetera
「Et cetera」是日本樂團ONE OK ROCK的第三張單曲。

## 簡介
- 和上一張單曲「努努-夢夢-」相隔僅三個月發售的單曲。
- 「Et cetera」就是平常英文裡常用的「etc.」，意思是「之類的，等等...」[2]。
- 是Alex和女友吵架做出的曲子，也是Taka剛好和女友分手時，放入真心所作的詞[3]。

## 収録曲
1.エトセトラ[4:29]
2.後悔役に立たず[4:06]